# Маврин, Сергей Петрович
Серге́й Петро́вич Ма́врин (15 сентября 1951, Брянск — 1 апреля 2025, Санкт-Петербург) — судья Конституционного суда Российской Федерации (2005—2025), доктор юридических наук, профессор, заслуженный юрист Российской Федерации (2007), заслуженный деятель науки Российской Федерации (2011).

## Биография
В 1970—1972 годах служил в Советской Армии. В 1977 году окончил Ленинградский государственный университет по специальности «правоведение». В 1980 году защитил кандидатскую диссертацию «Правоприменительная деятельность хозорганов в сфере трудовых отношений».
В 1977—2005 годах работал в Ленинградском (позднее Санкт-Петербургском) государственном университете. 20 июня 1991 года защитил докторскую диссертацию «Управление трудом: теоретико-правовые аспекты» (официальные оппоненты Т. В. Иванкина, В. Г. Ротань и И. О. Снигирева).
С 1996 года — эксперт Комитета экспертов по применению конвенций и рекомендаций МОТ. Автор научных статей и монографий.
С 25 февраля 2005 года — судья Конституционного суда РФ. 10 марта 2005 года включён в состав первой палаты КС РФ.
В 2009 году назначен заместителем председателя Конституционного суда Российской Федерации на шестилетний срок.
19 мая 2021 года назначен заместителем Председателя КС на шестилетний срок.
Скончался 1 апреля 2025 года в возрасте 73 лет в Санкт-Петербурге. Был похоронен в Санкт-Петербурге.

## Награды
- «Заслуженный юрист Российской Федерации» (31 мая 2007) — за заслуги в укреплении законности, защите прав и законных интересов граждан и многолетнюю добросовестную работу[2]
- «Заслуженный деятель науки Российской Федерации» (19 октября 2011) — за заслуги в укреплении законности, развитии конституционного правосудия и юридических наук, обеспечении деятельности Конституционного Суда Российской Федерации и многолетнюю добросовестную работу[3]
- Орден Почёта (4 июля 2016) — за большой вклад в развитие конституционного правосудия в Российской Федерации и многолетнюю плодотворную деятельность[6]
- Орден Александра Невского (25 октября 2021) — за большой вклад в развитие конституционного правосудия в Российской Федерации и многолетнюю плодотворную деятельность[7]

## Санкции
16 декабря 2022 года, на фоне вторжения России на Украину, был внесён в санкционный список Евросоюза за решения, которые искусственно создают образ легитимности российского вторжения на Украину. Ранее был включён в санкционный список Украины.